# Workaholics
Workaholics è una serie televisiva statunitense trasmessa dal canale Comedy Central a partire dal 6 aprile 2011 al 17 marzo 2017.
La sitcom, è scritta principalmente dagli stessi attori Blake Anderson, Adam DeVine, Anders Holm, che interpretano tre compagni di stanza che hanno abbandonato il college e sono colleghi in una società di telemarketing, e Kyle Newacheck, nella parte del loro spacciatore.
La serie è stata trasmessa per la prima volta negli Stati Uniti su Comedy Central dal 6 aprile 2011 al 15 marzo 2017, per un totale di 86 episodi ripartiti su sette stagioni. Un adattamento italiano viene trasmesso su Comedy Central dal 24 ottobre 2023.

## Trama
A Rancho Cucamonga, in California, Blake, Adam e Anders sono tre compagni di stanza che, dopo aver lasciato il college, continuano a vivere insieme lavorando come colleghi in una società di telemarketing, ma senza modificare il loro stile di vita caratterizzato da feste, bevute e scherzi.

## Episodi
| Stagione         | Episodi | Prima TV USA | Prima TV Italia |
| ---------------- | ------- | ------------ | --------------- |
| Prima stagione   | 10      | 2011         | 2023            |
| Seconda stagione | 10      | 2011         | 2023            |
| Terza stagione   | 20      | 2012-2013    | 2023            |
| Quarta stagione  | 13      | 2014         | 2024            |
| Quinta stagione  | 13      | 2015         | 2025            |
| Sesta stagione   | 10      | 2016         | 2025            |
| Settima stagione | 10      | 2017         | 2025            |

## Personaggi e interpreti

### Personaggi principali
- Blake Henderson (stagione 1-7), interpretato da Blake Anderson, doppiato da Jacopo Calatroni.
- Adam DeMamp (stagione 1-7), interpretato da Adam DeVine, doppiato da Dario Sansalone.
- Anders "Ders" Holmvik (stagione 1-7), interpretato da Anders Holm, doppiato da Renato Novara.
- Jillian Belk (stagione 1-7), interpretata da Jillian Bell, doppiata da Debora Magnaghi.
- Alice Murphy (stagione 1-7), interpretata da Maribeth Monroe, doppiata da Jolanda Granato.
- Montez Walker (stagione 2-7; ricorrente 1), interpretato da Erik Griffin, doppiato da Francesco Mei.

### Personaggi ricorrenti
- Karl Hevacheck (stagione 1-7), interpretato da Kyle Newacheck, doppiato da Alessandro D'Errico.
- Bill (stagione 2 e 4-7; guest 3), interpretato da Bill Stevenson, doppiato da Claudio Colombo.

## Produzione
Workaholics è stato ordinato da nel marzo 2010 dopo che un dirigente della Comedy Central ha visto una serie di video che il gruppo aveva pubblicato su YouTube. L'episodio pilota è andato in onda come "Sneak Peek" dopo il 15 marzo 2011, debutto di Comedy Central Roast di Donald Trump. La prima stagione andò in onda dal 6 aprile all'8 giugno 2011.
Il 4 maggio 2011, la serie è stata rinnovata per una seconda stagione di 10 episodi, trasmessa dal 20 settembre al 22 novembre 2011.
Il 25 ottobre 2011, la serie è stata rinnovata per una terza stagione di 20 episodi. I primi 10 episodi sono stati trasmessi dal 29 maggio al 31 luglio 2012, mentre i restanti 10 episodi dal 16 gennaio al 20 marzo 2013.
Il 6 gennaio 2013, ottiene il rinnovo anche per altre 2 stagioni, la quarta e la quinta, composte entrambe da 13 episodi. La quarta stagione è andata in onda dal 22 gennaio al 16 aprile 2014, mentre la quinta è andata in onda dal 14 gennaio all'8 aprile 2015.
Il 9 luglio 2015, Comedy Central ha rinnovato la serie per la sesta e settima stagione, ciascuna contenente 10 episodi. Il 3 novembre 2016, è stato annunciato che la serie si sarebbe conclusa con la stagione 7, andata in onda dall'11 gennaio al 15 marzo 2017.

## Accoglienza
Kevin McFarland di The A.V. Club ha elogiato la serie definendola "una versione più adulta di Ed, Edd & Eddy".
La prima stagione di Workaholics è stata accolta in maniera mista su Metacritic.
Matthew Gilbert del Boston Globe ha dato alla prima stagione un totale di 80 su 100 scrivendo che la serie è "spiritosa, irriverente e gioiosamente giovane". Dave Wiegand ha dato un punteggio di 75 su 100, scrivendo che "Il materiale funziona molto spesso perché i ragazzi sono completamente spudorati, il che li rende difficili da non apprezzare".